# 辛丽丽
辛丽丽（1963年—），女，汉族，上海人，中华人民共和国舞蹈演员。现任上海芭蕾舞团团长，一级演员，上海市舞蹈家协会副主席。第十三、十四届全国政协委员。